# 曹隱公
曹隱公（？—前506年），即姬通，為春秋諸侯國曹國君主之一，他為曹聲公弟弟，前509年殺曹聲公擔任該國君主，後於前506年被殺，在位4年。